# Гаваа Лувсан
Гаваа Лувсан (монг. Гаваагийн Лувсан; 11 июля 1923, МНР — 20 июня 2005, Москва) — доктор медицинских наук, профессор, заслуженный врач России, лауреат премии им. М. В. Ломоносова, основоположник российской рефлексотерапии.

## Биография
Лувсан родился 11 июля 1923 года на юге Монголии. Воспитывался в буддийских монастырях, где изучал основы традиционной тибетской и монгольской медицины. В 1940 году поступил в Улан-Баторский медицинский техникум, после окончания которого служил добровольцем в армии.
По приглашению доктора А. О. Назарова приехал в СССР. В 1945 году был направлен на учёбу в Омское военное медицинское училище. В 1958 году окончил Харьковский медицинский институт, после чего вернулся в Монголию, преподавал. Известного доктора пригласили к себе коллеги из Бурятии, и в 1964 году, получив разрешение на выезд в Советский Союз, он работал в одной из поликлиник Улан-Удэ как невропатолог. В лечении применял методы восточной медицины.
В конце 1960-х годов поступил в ординатуру Иркутского государственного медицинского университета, после окончания которой получил официальный статус иглотерапевта.
В начале 1970-х годов Лувсан был приглашён на работу в Москву во Всесоюзный научный центр хирургии (сейчас — Российский НЦ хирургии им. академика Б. В. Петровского РАМН), где разработал методики для обезболивания и лечения методом иглотерапии различных функциональных расстройств в постоперационном периоде.
В 1976 году защитил кандидатскую диссертацию «Лечение иглоукалыванием послеоперационного болевого синдрома и некоторых функциональных расстройств». В 1980 году опубликовал первую монографию — «Очерки восточной рефлексотерапии».
В 1987 году защитил докторскую диссертацию «Интеграция традиционной и современной рефлексотерапии в медицине. Научные основы, принципы, практические аспекты». Вышедшая годом ранее монография «Традиционные и современные аспекты восточной рефлексотерапии» до настоящего времени является основной книгой для российских врачей, применяющих восточную медицину в своей лечебной практике.